# Fairchild Beach
Der Fairchild Beach ist ein 1,5 km langer und 500 m breiter Sandstrand auf der Ostseite der Insel Heard im südlichen Indischen Ozean. Er erstreckt sich nördlich der Basis des Round Hill bis zur Südseite der Mündung des Compton-Gletschers.
Der Name Fairchild’s Beach war bei US-amerikanischen Robbenjägern seit mindestens 1857 gebräuchlich. Der Benennungshintergrund ist nicht überliefert.